# Pippi Calzelunghe (serie televisiva)
Pippi Calzelunghe (in svedese Pippi Långstrump) è una serie televisiva svedese-tedesca prodotta dalle società svedesi Sveriges Radio, Nord Art e Svensk Filmindustri in collaborazione con le tedesche Beta Film, Iduna Film e Hessischer Rundfunk e l'austriaca ORF. È diretta da Olle Hellbom e basata sul personaggio di Pippi Calzelunghe dell'omonimo libro per ragazzi della scrittrice svedese Astrid Lindgren, che scrisse anche la sceneggiatura per la serie.

## Trama
La serie prende il nome dalla protagonista bambina, che in forma completa si chiama "Pippilotta Virtualia Rolgardinia Succiamenta Efrasilla Calzelunghe" (Pippilotta Viktualia Rullgardina Krusmynta Efraimsdotter Långstrump nella versione originale svedese). È la storia di una bambina che dalla prima puntata va a vivere nella piccola città di Visby sull'isola svedese di Gotland, all'interno di una grande villa di cui è ereditiera, Villa Villacolle, dai colori molto vivaci e suggestivi, con l'unica compagnia di un cavallo bianco e nero chiamato Zietto e una scimmietta di nome Signor Nilsson, presa nelle isole dei mari del Sud quando ancora girava il mondo. Pippi è figlia del pirata vedovo ed onesto Efraim Calzelunghe, capitano della Saltamatta, una nave di corsari spesso in giro nei mari del Sud ed inoltre il re dell'isola immaginaria di Taka-Tuka. Pippi possiede una forza sovrumana e anche una grandissima umanità che dimostra nella grande generosità verso gli altri, specialmente quando paga le spese con le monete d'oro inviatele da suo padre. 
I protagonisti della serie televisiva, oltre a Pippi, sono i fratelli Tommy ed Annika, che abitano poco lontano dalla protagonista.

## Episodi e film
| Stagione        | Episodi                      | Prima TV Svezia | Prima TV Italia |
| --------------- | ---------------------------- | --------------- | --------------- |
| Prima stagione  | 13                           | 1969            | 1970            |
| Film post serie | 2 film (8 episodi in Italia) | 1970            | 1980            |

Oltre ai tredici episodi furono prodotti anche ulteriori due film cinematografici, distribuiti in Svezia nel corso del 1970: Pippi Calzelunghe e i pirati di Taka-Tuka (Pippi Långstrump på de sju haven) e Quella strega di Pippi Calzelunghe (På rymmen med Pippi Långstrump). I due film in Italia, dopo essere arrivati nelle sale a inizio anni settanta, vennero trasmessi in televisione nel 1980 divisi in otto episodi, basandosi sull'edizione tedesca della serie, per un totale di 21 episodi complessivi.
I tredici episodi che compongono la serie televisiva originale furono ri-montati in Germania Ovest, mentre la serie in Svezia era ancora in post-produzione, e vennero distribuiti nel 1969 nei cinema sotto forma di due lungometraggi: Pippi Calzelunghe e il tesoro di Capitan Kid (Pippi Langstrumpf) e Pippi a bordo! (Pippi geht von Bord), il primo dei quali giunse anche nelle sale italiane nel 1975, mentre il secondo è stato distribuito in DVD nel 2011.

## Personaggi

### A Visby
- Pippi Calzelunghe (Inger Nilsson), ovvero Pippilotta Virtualia Rolgardinia Succiamenta Efrasilla Calzelunghe, è la protagonista del telefilm. Ha 9 anni all'inizio della storia ed è una ragazzina con i capelli rossi dal carattere assertivo, indipendente, avventuroso ed anticonvenzionale. Ben nota a tutti perché possiede un'incredibile forza soprannaturale (è in grado di sollevare un cavallo senza difficoltà) e pur divertendosi a fare scherzi e disubbidire agli adulti, è allo stesso tempo buona, gentile e altruista con i coetanei. Orfana di madre e con il padre lontano nei mari del Sud, Pippi vive nella Villa Villacolle insieme al Signor Nilsson (una scimmia), a Zietto (un cavallo bianco a macchie nere), ai quali è molto legata, e a un tenero topolino che compare nell'episodio 7 La prima neve. All'inizio vive nella villa solo in attesa dell'arrivo del padre e della sua ciurma, che per lei rappresenta la sua sola e unica famiglia rimastale, ma dopo si affeziona agli amici che ha conosciuto nella città, in particolare ai suoi due migliori amici del cuore Tommy e Annika, con i quali condivide giochi, divertimenti, nuove esperienze e avventure e decide di voler restare lì per sempre, pur andando da suo padre a liberarlo all'isola pirata di Taka-Tuka un anno dopo dimostrandosi anche molto coraggiosa e determinata. Riesce delle volte anche a volare.
- Annika Settergren (Maria Persson) è la migliore amica e vicina di casa di Pippi e sorella minore di Tommy, ha i capelli biondi a caschetto e all'inizio della storia ha 8 anni. È una bambina molto dolce e sensibile (ancora più di Pippi) e spesso paurosa, con un buon rapporto con il padre e soprattutto con la madre ed è estremamente fissata con la pulizia, anche se una volta è scappata da casa per non sentire più la mamma che diceva di lavarsi i denti, il collo e le orecchie e togliere le erbacce dalle aiuole delle fragole. È tanto legata al fratello Tommy e vuole molto bene a Pippi e il pensiero di non vederla più la farebbe tanto soffrire. La vicinanza di Pippi e le numerose avventure che vive assieme a lei e a Tommy la rendono più coraggiosa.
- Tommy Settergren (Pär Sundberg) è il fratello maggiore di Annika. All'inizio della storia ha 9 anni, è coetaneo e molto amico di Pippi e ha i capelli biondi come sua sorella. Vuole molto bene ad Annika anche se non sopporta la sua fissazione per la pulizia e a differenza sua, è molto studioso, razionale e spesso istintivo. Come la sorella, anche lui è molto affezionato a Pippi e il pensiero di non vederla mai più lo farebbe tanto soffrire. Adora leggere e soprattutto vivere avventure insieme alla sorella e a Pippi.
- Zietto è il cavallo di Pippi. È di colore bianco con pallini neri su gran parte del corpo. Passa gran parte del suo tempo a mangiare.
- Signor Nilsson è la scimmietta di Pippi, per la precisione è una scimmia scoiattolo. Poiché è stata presa nei mari del Sud indossa una piccola felpa cucita dalla padrona, per proteggersi dal freddo. Le piace molto giocare e strillare spaventando persino i ladri.
- Sig.ra Settergren (Öllegård Wellton), è la madre di Tommy e Annika, sempre apprensiva nei confronti dei figli, ma più tranquilla quando Pippi è con loro. In un episodio si assenta da casa per tre settimane credendo che i figli siano a casa dell'amica, mentre in realtà sono andati a Taka-Tuka per salvare suo padre.
- Sig. Settergren (Fredrik Ohlsson), è il padre di Tommy e Annika e, rispetto alla moglie, è più dolce e meno apprensivo. Il suo nome è Sven, come si può sentire nell'episodio 4 Gita in campagna.
- Donner-Karlsson e Blum (Dunder-Karlsson e Blom) (Hans Clarin e Paul Esser) sono una coppia di ladri che tentano in più occasioni di rubare, senza riuscirvi, un baule pieno d'oro appartenente a Pippi.
- Kling e Klang (Ulf G. Johnsson e Göthe Grefbo), due poliziotti che vanno in giro per la città con una moto a due posti oppure con una macchina modello anni venti. Benché non approvino il fatto che Pippi se la sappia cavare senza la scuola (con la fortuna ereditata dal padre), la lasciano comunque in pace legalmente, mentre danno la caccia a Karlsson e Blum.
- Zia Prusselius (Prysselius) (Margot Trooger), una donna zitella che si incarica di far giocare i bambini del paese. Si interessa sempre di affari che non la riguardano e non sopportando l'idea che Pippi viva da sola, vuole metterla in collegio ma cambia idea quando conosce il padre, prendendosi segretamente una cotta per quest'ultimo, nell'episodio 12 Festa d'addio.

### Oltreoceano
- Blut-Svente (Blod-Svente) (Jarl Borssen) è un vero e proprio pirata con una benda sull'occhio, abitante a Taka-Tuka; disonesto e sanguinario, ha tenuto prigioniero il padre di Pippi assieme al pappagallo di Messer-Jocke, Rosalinda, per carpire all'uomo, nel sonno, l'ubicazione del tesoro. Alla fine sarà imprigionato su un'isola con i suoi uomini.
- Messer-Jocke (Martin Ljung) è il compagno di Blut-Svente, ha un coltello nella tasca e non riesce proprio a starne senza; Pippi glielo ruba mentre sta dormendo e si arrampica sulla torre per salvare il padre. Molto stupido e vigliacco.
- Capitano Efraim Calzelunghe (Beppe Wolgers) è il padre vedovo di Pippi Calzelunghe. Pirata onesto dal cuore d'oro e re di Taka-Tuka, ruba agli ingiusti ed è caritatevole con i suoi marinai. Viene catturato da Svente e Jocke, per essere torturato e rivelare dove nasconde il tesoro di un suo antenato disonesto. All'inizio della serie, Pippi si era stabilita sull'isola di Gotland, in Svezia, dove lui comprò Villa Villacolle per la vecchiaia, ma quando vede che la figlia è felice con Tommy ed Annika, la lascia lì e la viene a trovare ogni tanto mandandole dell'oro.
- Rosalinda: il pappagallo di Messer-Jocke. È molto fastidiosa, dice sempre "Awk! Io ti voglio fare solo il solletico col coltello!" e non smette mai di parlare.
- Oskar il guercio (Wolfang Volz) è un pirata che cerca anche lui di trovare il tesoro di Capitan Calzelunghe e perciò tenta di spodestare Blut-Svente e Messer Jocke.
- Marko (Staffan Hallerstam) è un ragazzino che lavora nella locanda dove si riuniscono i pirati di Blut-Svente. Viene sempre maltrattato dal suo padrone. Annika si prende una cotta per lui.

### Nella campagna svedese
- Konrad (Hans Alfredson): un simpatico signore che va in giro a vendere una speciale colla di sua invenzione e chiamata da lui Colla Speciale Konrad.

## Produzione

### Realizzazione

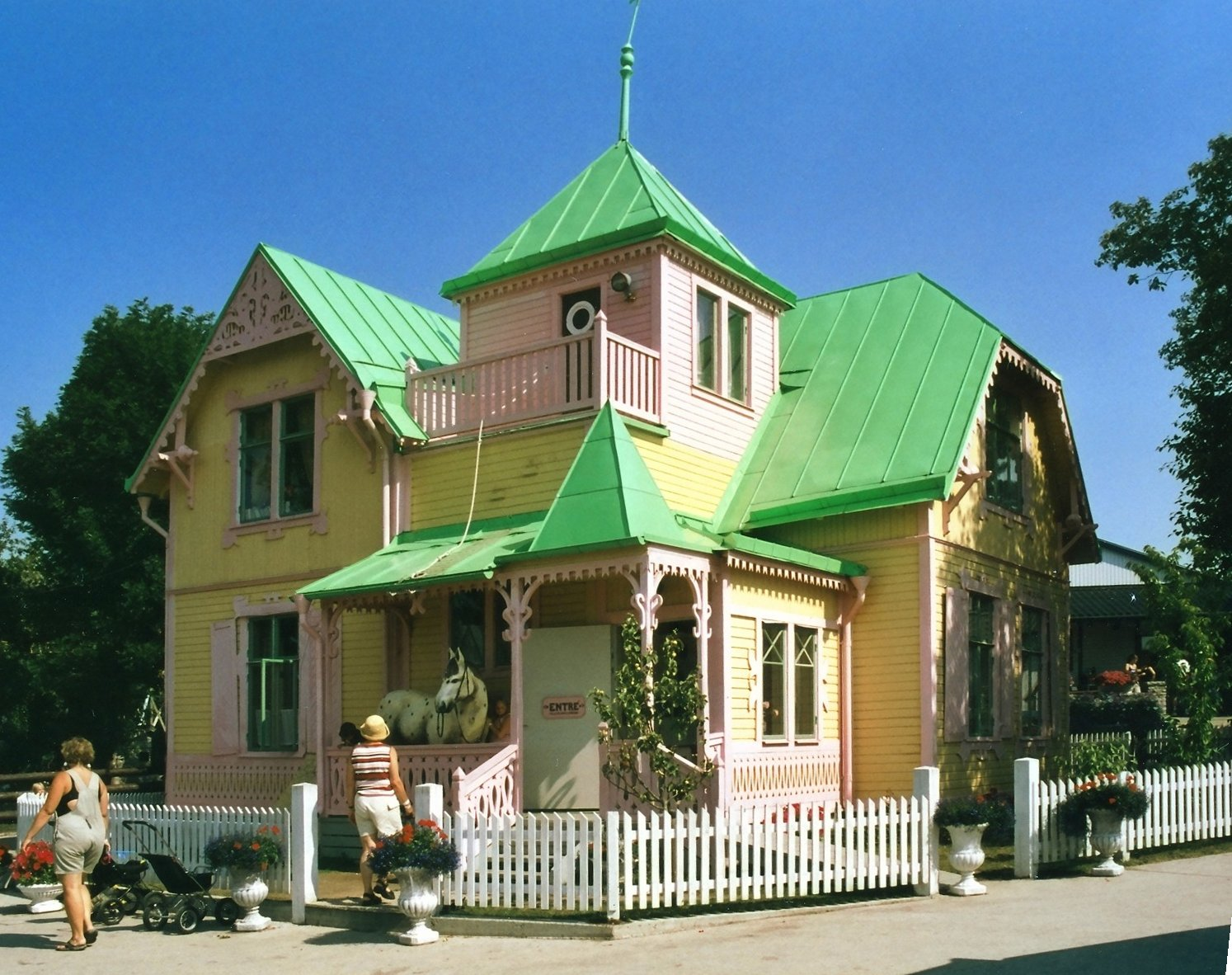
Villa Villacolle, la casa usata per i film e la serie, si trova nell'isola di Gotland in Svezia e più precisamente nella cittadina di Visby. Oggi è meta di turisti all'interno del parco tematico Kneippbyn.

La stessa Astrid Lindgren scrisse la sceneggiatura per gli episodi in collaborazione con il regista Olle Hellbom, essendo rimasta insoddisfatta dai cambiamenti apportati al precedente adattamento cinematografico della propria opera, prodotto nel 1949. Infatti, seppure con qualche variazione, l'adattamento televisivo segue con una certa fedeltà molte delle avventure antologiche narrate nei primi due volumi del romanzo, cambiandone talvolta l'ordine cronologico e riprendendo alcuni elementi dal terzo volume.
La serie fu il frutto di una coproduzione tra Svezia e Germania Ovest, anche a causa degli alti costi di produzione. I co-finanziatori richiesero che alcuni attori tedeschi prendessero parte al progetto, come Hans Clarin e Paul Esser nei ruoli dei due ladri Karlsson e Blom. Il personaggio della zia Prusselius, assente nei libri e inventato appositamente per la riduzione televisiva, fu interpretato dall'attrice tedesca Margot Trooger. Quest'ultima cucì personalmente il proprio costume e si presentava spesso sul set non del tutto sobria. Il personaggio della zitella invadente divenne tanto popolare che in seguito fu inserito anche nel film americano del 1988 (con il nome di Miss Bannister) e nella serie animata. Gli attori tedeschi impararono le loro battute a memoria in svedese e vennero successivamente doppiati da attori svedesi, autodoppiandosi poi a loro volta nella versione tedesca. Inoltre anche l'attore svedese Ulf G. Johnsson dovette essere doppiato da qualcun altro dopo essersi ammalato di raffreddore e polmonite.

### Riprese
La serie entrò in produzione nel 1967 e le riprese iniziarono il 20 febbraio 1968. La ricerca per le location adatte portò via del tempo. L'ambientazione nel libro è vaga: viene solo detto che Pippi vive nella periferia di una piccola cittadina svedese. Un mese prima dell'inizio delle riprese i set dovevano ancora essere trovati; mancavano inoltre un cavallo e una scimma che interpretassero gli animali domestici della protagonista.
La scelta per la cittadina di Pippi cadde infine su Visby; il negozio di dolciumi era situato a Fiskargränd, mentre la boutique di abbigliamento a Sankt Hansgatan. La casa utilizzata per Villa Villacolle si trovava nei pressi di un poligono di tiro del reggimento di Gotland a sud di Visby, e fungeva da abitazione per il gestore, mentre gli interni vennero girati in studio. La casa venne in seguito spostata nel parco tematico di Kneippbyn, dove è tuttora visitabile.

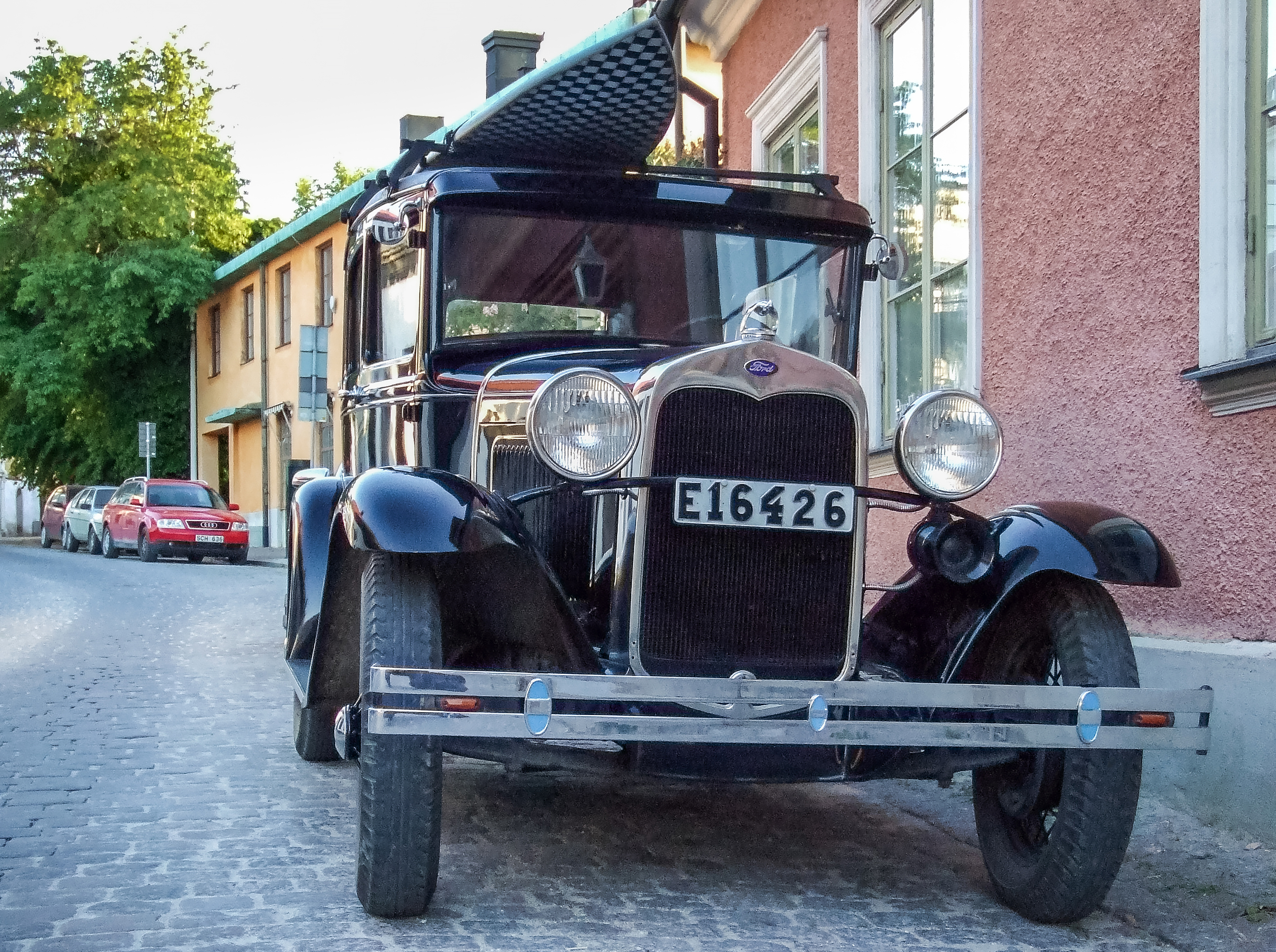
Una vecchia Ford simile a quella dei poliziotti Kling e Klang, a Sankt Hansgata a Visby, dove vennero girate alcune scene della serie.

Diverse scene furono girate nei dintorni di Gotland, mentre la casa di Tommy e Annika si trovava a Drottningholm vicino al Mälaren. Le riprese dell'episodio Come Robinson Crusoe si svolsero nelle cave di Stenhamra. Gli esterni degli episodi ambientati in inverno vennero invece girati totalmente a Røros in Norvegia, e furono tra le prime scene ad essere girate. Non potendo raggiungere la Norvegia Göthe Grefbo, interprete di Klang, venne momentaneamente sostituito da un altro attore, che impersonò il ruolo di un altro poliziotto chiamato Persson, benché nelle edizioni estere venne fatto comunque passare per Klang.
Nei libri il signor Nilsson è un cercopiteco, mentre per la serie televisiva venne utilizzato un saimiri (o scimmia scoiattolo) preso in prestito da una famiglia di Stoccolma. La scimmia doveva essere tenuta legata agli attori con cui interagiva tramite una corda nascosta sotto ai loro vestiti. Inoltre creò non pochi problemi sul set rendendosi spesso aggressiva verso la crew, mordendo o espletando i propri bisogni addosso ai membri del cast, tanto che Inger Nilsson dovette cambiare spesso costume durante le riprese. Il cavallo (senza nome nel libro) fu chiamato "Lilla Gubben" su suggerimento di Inger Nilsson, che significa letteralmente "vecchietto". Si trattava di un castrone bianco di nome Bunting, che venne reso maculato grazie ad una tinta per capelli.

### La sigla
La sigla, Här kommer Pippi Långstrump in svedese ("Ecco arriva Pippi Calzelunghe"), è stata composta dal famoso pianista jazz svedese Jan Johansson, mentre il testo è stato scritto dalla stessa Astrid Lindgren. La versione originale in svedese è cantata da Inger Nilsson.

## Distribuzione

### Trasmissione internazionale
- Svezia (SVT), 8 febbraio 1969 (Pippi Långstrump)
- Paesi Bassi (NOS), 5 ottobre (Pipi Langkous)
- Finlandia (YLE), 11 ottobre (Peppi Pitkätossu)
- Danimarca, 20 dicembre (Pippi Langstrømpe)
- Italia (Programma Nazionale), 6 settembre 1970 (Pippi Calzelunghe)
- Francia, (ORTF), 1º aprile 1971 (Fifi Brindacier)
- Germania Ovest (Das Erste, ARD), 31 ottobre 1971 (Pippi Langstrumpf)
- Spagna (TVE), 9 novembre 1974 (Pippi Calzaslargas)
- Polonia (TVP1), 1975 (Pippi)
- Giappone (NHK) settembre 1975 (長くつ下のピッピ, Nagakutsushita no Pippi)

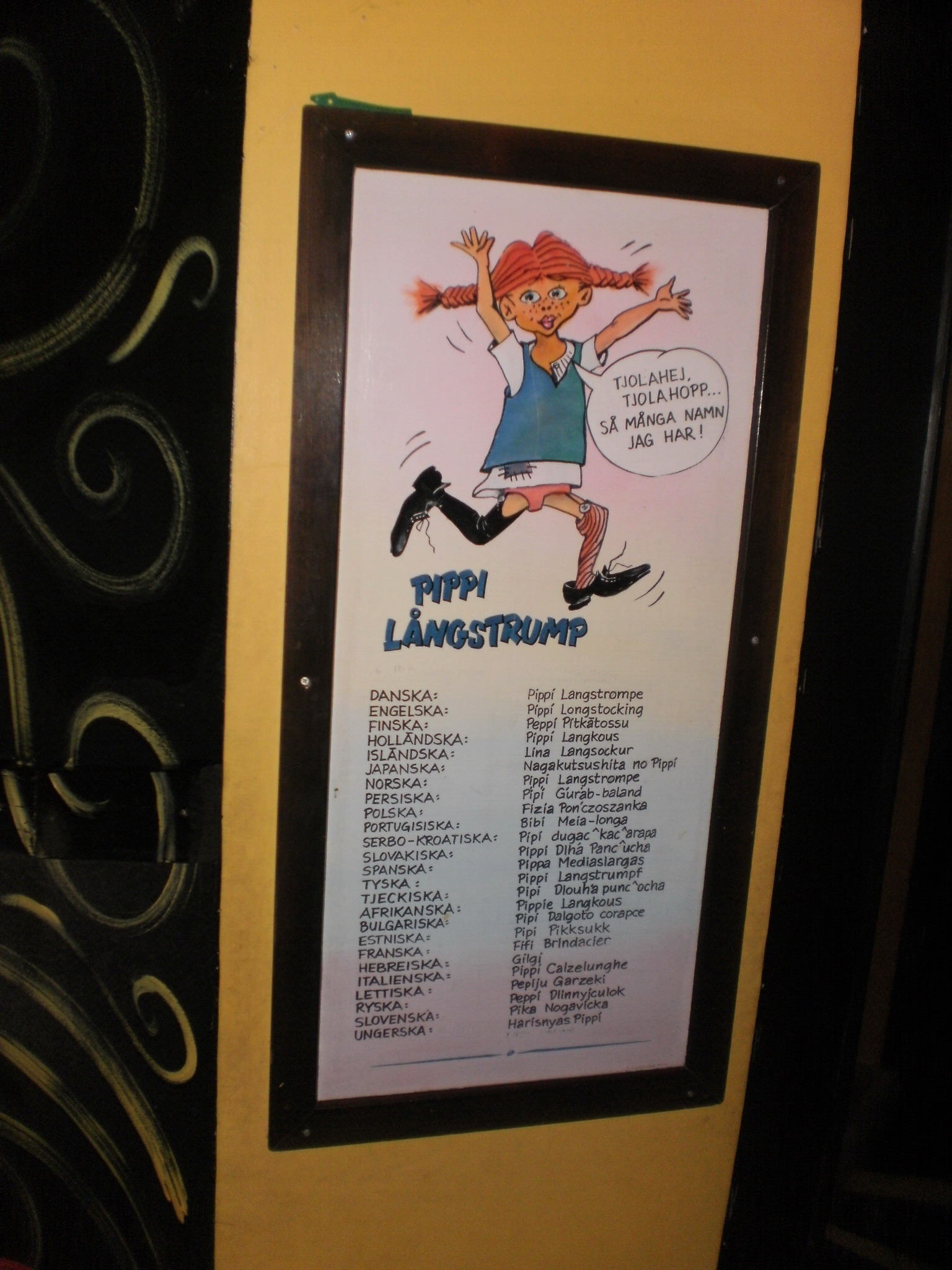
Un cartello all'interno di Villa Villacolle riporta i nomi di Pippi Calzelunghe nei vari paesi del mondo

### Trasmissione svedese
La serie andò in onda per la prima volta in Svezia dall'8 febbraio al 3 maggio 1969 su SVT in bianco e nero, riscuotendo un successo immediato con tre milioni di spettatori durante le 13 settimane della prima messa in onda.
In Svezia il secondo film riassuntivo prodotto in Germania venne distribuito solamente nel 1973 con il titolo Här kommer Pippi Långstrump, mentre il primo rimase inedito.
Nel 2014 Sveriges Television ripubblicò in DVD e ritrasmise la serie in occasione del suo 45º anniversario, in una nuova versione rimasterizzata in alta definizione da SVT Efterbehandling, censurando alcune parti ritenute offensive per la sensibilità del pubblico moderno: Pippi non si riferisce più a suo padre come al "re negro" ma solo come re, ed è stata tagliata una scena in cui Pippi si tira la pelle intorno agli occhi per scimmiottare un cinese. La stessa versione è stata resa disponibile in streaming sulla piattaforma SVT Play.

### Edizione e trasmissione tedesca
Nella Germania occidentale la serie venne dapprima proiettata nei cinema nel 1969 sotto forma dei due lungometraggi riassuntivi: Pippi Calzelunghe e il tesoro di Capitan Kid (Pippi Langstrumpf) e Pippi a bordo! (Pippi geht von Bord).
La serie completa venne successivamente trasmessa su Das Erste con un nuovo doppiaggio dal 31 ottobre 1971 al 26 marzo 1972, includendo anche i film: Pippi Calzelunghe e i pirati di Taka-Tuka e Quella strega di Pippi Calzelunghe (già distribuiti nelle sale anche in Germania) divisi in 8 episodi e con l'aggiunta di scene inedite nella versione cinematografica, come facenti parte di un'unica stagione di 21 episodi, invertendo l'ordine degli episodi Una festa movimentata e In giro a far compere. Inoltre, per i due film riassuntivi venne arrangiato un nuovo commento musicale rifacendosi ai motivi della colonna sonora originale. Questo avvenne in parte anche con il film Quella strega di Pippi Calzelunghe, mentre vennero lasciate inalterate le musiche di Pippi Calzelunghe e i pirati di Taka-Tuka. La colonna sonora del primo film riassuntivo, riutilizzata occasionalmente anche negli episodi della serie, è composta da Konrad Elfers, mentre quella di Pippi a bordo! è di Christian Bruhn, che si occupò parzialmente anche delle musiche di Quella strega di Pippi Calzelunghe (e relativi episodi della serie).
L'edizione tedesca della serie e dei film è stata successivamente esportata a livello internazionale, servendo come base per l'adattamento della maggior parte dei doppiaggi esteri.

### Edizione e trasmissione italiana
In Italia la serie è andata in onda in prima visione dal 6 settembre al 29 novembre 1970 sul Programma Nazionale Rai. Il doppiaggio in lingua italiana di questi episodi fu curato dalla C.I.D. L'adattamento dei dialoghi era basato sui copioni tedeschi. Dunder-Karlsson è diventato quindi Donner-Karlsson; l'isola di Kurrekurredutt diventa Taka-Tuka; il nome di zia Prysselius è pronunciato "Prusselius" alla tedesca; come viene dalla versione tedesca anche il nome del cavallo di Pippi: Zietto, "Vecchietto" nell'originale svedese. Villa Villacolle ha invece mantenuto il nome datole nella traduzione italiana del romanzo. Anche in Italia gli episodi Una festa movimentata e In giro a far compere, vennero trasmessi in ordine invertito, come nell'edizione che verrà successivamente trasmessa in Germania Ovest. Tuttavia, i cartelli dei titoli di testa erano quelli dell'edizione svedese, così come la colonna sonora. Anche la celebre canzone era utilizzata solo come sigla di coda, coerentemente alla versione originale svedese.
La versione italiana della sigla, è cantata da Isa Di Marzio (doppiatrice di Pippi nel canto) su una base differente dall'originale, mentre il testo è stato scritto da Phersu (uno pseudonimo dello scrittore Luciano Sterpellone). Il brano, rimasto inedito su supporto discografico per quarantotto anni, è stato pubblicato per la prima volta in versione rimasterizzata nel 2017 su 45 giri assieme alla base strumentale e all'interno della raccolta C'era una volta... La TV dei ragazzi.
Dal 30 ottobre al 10 novembre 1980 successivamente alle repliche dei primi 13 episodi su Rete 2, vengono trasmessi per la prima volta all'interno della serie divisi in otto episodi anche i due film conclusivi (già distribuiti nei cinema italiani nei primi anni settanta), con l'aggiunta delle scene inedite nella versione cinematografica ed un nuovo doppiaggio, lasciando comunque invariato il doppiaggio dei primi 13 episodi. Ciò è stato fatto su modello dell'edizione tedesca della Beta Film, distributore internazionale della serie al di fuori della Svezia. Gli episodi tratti dal secondo film, presentano quindi in parte la colonna sonora di Christian Bruhn, anziché quella originale composta interamente da Georg Riedel. Inoltre, come nel doppiaggio tedesco, Villa Villacolle viene qui chiamata Villa Kunterbunt, mentre il nome completo di Pippi diventa Pippilotta Viktualia Rollgardina Schokominza. Negli episodi tratti dal primo film venne lasciata la sigla finale tedesca composta da Konrad Elfers, mentre nei restanti quattro la sigla finale italiana fu sovrapposta alla videosigla iniziale e finale tedesca.
Da allora la serie in Italia è sempre stata replicata e pubblicata in home video in questa versione da 21 episodi, mentre la sigla finale italiana fu successivamente inserita all'interno di un montaggio video utilizzato come sigla iniziale, tagliando le sequenze di apertura con i titoli di testa originali.
In seguito la serie ha avuto altre repliche su vari canali, tra cui Rai 2 nel 1982 e 1994, Disney Channel nel 2004, Italia 1 nella stagione 2006-07 e in altre occasioni successive, Nickelodeon dal 2007, DeA Kids dal 2009 e Cartoonito dal 2012. 
In Italia le VHS della serie e dei film divisi in episodi sono state distribuite su licenza Beta Film / Planeta Junior da vari editori, tra cui Vivivideo (un marchio della RCS Home Video), Skorpion Home Video e MTC Medianetwork Communication. Successivamente i DVD sono stati distribuiti da DeAgostini e da Cecchi Gori, talvolta anche con il titolo Le fantastiche avventure di Pippi Calzelunghe. 

## Altri media
- Nel 1949 era stato prodotto Pippi Långstrump, prima trasposizione cinematografica del romanzo. Astrid Lindgren rimase delusa da questo adattamento, e in particolare dal fatto che Pippi fosse interpretata da un'adulta.
- Nel 1961 la storia venne condensata in un episodio della serie televisiva statunitense Le grandi fiabe presentate da Shirley Temple.
- Nel 1971 Hayao Miyazaki e Isao Takahata iniziarono a lavorare ad un adattamento animato del libro intitolato Nagakutsushita no Pippi, Sekai Ichi Tsuyoi Onna no Ko ("Pippi Calzelunghe, la ragazza più forte del mondo"). Si recarono a Visby per fare ricerche grafiche per l'anime e visitarono la Lindgren per discutere con lei del progetto. L'autrice comunque negò loro il permesso di usare il suo personaggio e Il progetto venne annullato.[18].
- Nel 1984 Mosfil'm produsse Peppi Dlinnyychulok, un film televisivo musicale di 134 minuti.
- Nel 1985 andò in onda su ABC un adattamento televisivo in due episodi all'interno della serie ABC Weekend Specials.
- Nel 1988 è uscito un ultimo film di produzione statunitense con un nuovo cast, Le nuove avventure di Pippi Calzelunghe.
- Nel 1997 è stata realizzata anche una serie animata, coprodotta da Canada, Germania e Svezia, che è stata preceduta da un film d'animazione.